# Dipartimento di Botro
Il dipartimento di Botro è un dipartimento della Costa d'Avorio situato nella regione di Gbêkê, distretto di Vallée du Bandama.
La popolazione censita nel 2014 era pari a 81.424 abitanti.
Il dipartimento è suddiviso nelle sottoprefetture di Botro, Diabo, Krofoinsou e Languibonou.